# Cầu Giấy (cầu)
Cầu Giấy là cây cầu bắc qua sông Tô Lịch tại nơi nay là đường Cầu Giấy, quận Cầu Giấy, Hà Nội. Tên cầu đã được dùng để đặt cho quận Cầu Giấy hiện nay.

## Lịch sử

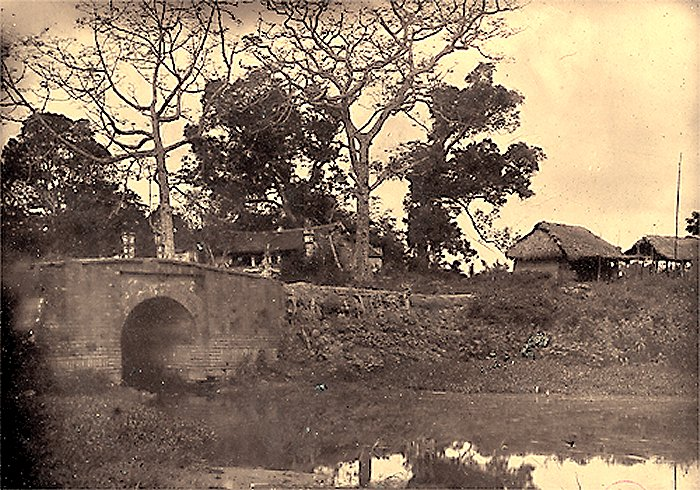
Cầu Giấy năm 1885

Khoảng thế kỉ 17, cầu có tên là cầu Sông Tô. Văn bia "Trùng tu Tô Giang kiều bi ký" (bia ghi việc chữa cầu Sông Tô) do Bùi Văn Trinh viết, dựng năm Vĩnh Trị thứ tư (1679), bản dập còn lưu tại Viện Thông tin khoa học xã hội Việt Nam, miêu tả như sau:
"Cầu dài 15 gian như cánh nhạn vút qua trời thu hòa cùng non cao nước biếc, như cầu vồng ôm vòng dải Ngân Hà, một gác cao tỏa chiếu ánh hồng thịnh vượng, rực rỡ, thanh thoát. Trụ cầu vững vàng giữa dòng, đi trên ván khác nào dẫm nơi đất bằng... Xã Thượng Yên Quyết là thắng cảnh có cầu nổi tiếng ở sông Tô. Phía đông cầu tiếp cận với kinh thành tụ hội văn vật, thuyền xe sum vầy. Phía tây cầu núi Tản mờ xa, dáng vẻ lạ kỳ, anh linh hiển ứng. Dòng nhị thủy vòng phía bắc đi về. Miếu thần phía nam phù cho dân trong hạt phồn vinh. Bên cầu khách vui chén tạc chén thù. Trên đường người qua lại tấp nập. Thật là nơi ngoại ô lớn thông suốt bốn phương, năm ngả với đường thiên lý...".

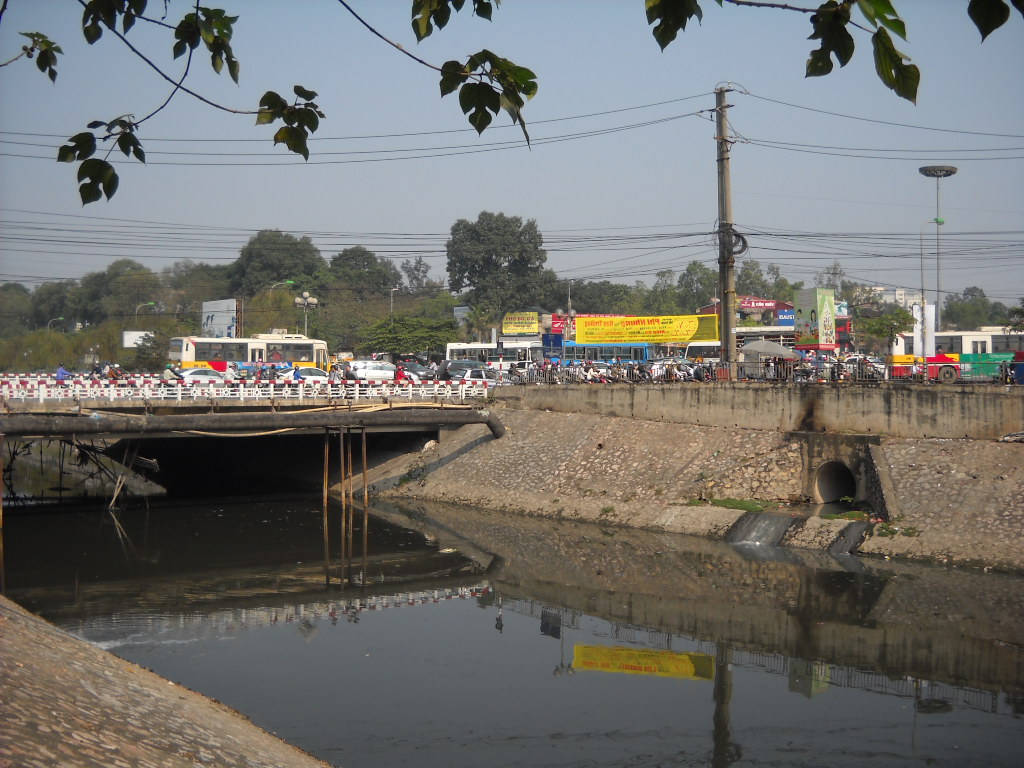
Cầu Giấy năm 2010

Đến thời nhà Nguyễn, cầu đã có tên Cầu Giấy. Đại Nam nhất thống chí triều Nguyễn ghi: Cầu Giấy dài ba trượng, trên cầu có nhà lợp ngói ở huyện Từ Liêm. Gọi tên là "Giấy" vì cầu nằm tại làng Thượng Yên Quyết, vốn là làng có nghề làm giấy cổ truyền từ thế kỷ 13, trước cả vùng giấy Bưởi. Ngõ vào làng xưa có tên gọi "Chỉ Tác", có nghĩa là "làm giấy".
Năm Quý Dậu 1873, tại cầu Giấy, trung úy hải quân Pháp Francis Garnier đem quân tấn công thành Hà Nội đã tử thương khi bị phục kích của quân Cờ đen Lưu Vĩnh Phúc. Năm 1882, cũng tại nơi này, Đại tá Henri Rivière bị quân Cờ đen giết chết.
Ngày nay, cầu Giấy làm bằng bê tông và là một đoạn của đường Cầu Giấy.